# Zombie
Zombie је песма ирске групе Кренбериз. Снимљена је 1994. године и налази се на албуму No Need to Argue.
Песма говори о ратним ужасима и о прогањајућим успоменама. Конкретно се односи на конфликте у Северној Ирској.
Написана је 1993. за време турнеје по Енглеској након експлозије подметнуте бомбе у Лондону, када је једно дете погинуло.

## Признања
Најпознатији сингл групе, продат у више од два милиона примерака. Песма је извођена на свим турнејама од њеног објављивања крајем 1994.
Ова песма је добила МТВ награду за најбољу песму године 1995.

## Видео
Спот за песму је први пут емитован 1995. године. Певачица Долорес О'Риордан (Dolores O'Riordan) прекривена је златном бојом и окружена децом. Ово је направљено да подсећа на класичне приказе светог Себастијана.